# 吴琪拉达
吳琪拉達（1936年11月21日—），漢名吳義興，男，彝族，出生於貴州省福泉市，畢業於西南民族學院彝語文系，是中華人民共和國詩人、作家、中國共產黨黨員。曾任四川省政協委員及常務委員、四川省作家協會副主席、涼山州作家協會名譽主席、涼山日報副總編輯。現任中國作家協會會員。

## 文学作品

### 詩集
- 《吴琪拉达詩集》
  - 《奴隶解放之歌》
  - 《孤儿的歌》

### 文集
- 《吴琪拉达文集》
  - 《快樂的諾蘇》
  - 《大小涼山上》
  - 《故鄉去來》
  - 《我的童年》
  - 《餘篇》

### 敘事詩
- 《阿支岭扎》
- 《金沙江畔发生了什么事情》
- 《山歌唱给毛主席》
- 《歌飄大涼山》
- 《寫在山水間》
- 《故鄉情思》
- 《瑪蒙特衣》
- 《遊思集》
- 《懷念領袖毛澤東》

### 其他
- 《阿孟人山歌》
- 《阿孟东家人史稿》

## 荣誉
- 中国新诗百年百位最具影响力诗人（2017年）[2]